# 1984 في بوليفيا
فيما يلي قوائم الأحداث التي وقعت خلال عام 1984 في بوليفيا.

## رياضة
- 1 يناير – بطولة أمريكا الجنوبية لألعاب القوى للشباب 1984

## مواليد

### يونيو
- 20 يونيو – خورخي أنطونيو أورتيز لاعب كرة قدم بوليفي.

### يوليو
- 2 يوليو – هيلموت غوتيريز لاعب كرة قدم بوليفي.

### سبتمبر
- 5 سبتمبر – ألدو غونزاليس[1]

### أكتوبر
- 7 أكتوبر – جوالبرتو موجيكا لاعب كرة قدم بوليفي.[2]

### ديسمبر
- 5 ديسمبر – إدوارد زينتينو لاعب كرة قدم بوليفي.[3]

## وفيات

### نوفمبر
- 6 نوفمبر – غاستون سواريز (مواليد 1929) كاتب بوليفي.